# 1648 v. Chr.
Portal Geschichte | Portal Biografien | Aktuelle Ereignisse | Jahreskalender | Tagesartikel

◄ |
18. Jahrhundert v. Chr. |
17. Jahrhundert v. Chr. |
16. Jahrhundert v. Chr. |
►

1630er v. Chr. |
1620er v. Chr. |
►

1648 v. Chr. |
1647 v. Chr. |
1646 v. Chr. |
1645 v. Chr. |
► |
►►

## Geboren

### Genaues Geburtsdatum unbekannt
- Yi Yin, chinesischer Politiker († 1549 v. Chr.)